# Banco da Lavoura de Minas Gerais
O Banco da Lavoura de Minas Gerais foi um banco brasileiro fundado na cidade de Belo Horizonte, em 1925, por Clemente Faria e José Bernardino Alves Junior.
Durante 37 anos, o banco foi presidido por José Bernardino (jurista  e duas vezes secretário de finanças do Governo de Minas Gerais), responsável, juntamente com Clemente, pela projeção do banco como uma das maiores instituições financeiras do país. No Rio de Janeiro, o banco era dirigido pelo  empresário  Amintas Jacques de Moraes e, em São Paulo, pelo engenheiro Miguel Mauricio da Rocha.
No início da década de 1950, após o falecimento do fundador, Clemente Faria, seu amigo Miguel Mauricio da Rocha, à época o maior acionista individual, entrou em acordo com os herdeiros, Aloísio e Gilberto, e, em 1953 alienou integralmente sua participação acionária para os dois irmãos.
Na década de 1970, depois de desavenças entre os dois herdeiros, o Banco foi dividido em dois:  Aloísio de Faria  criou o Banco Real (adquirido nos anos 1990 pelo holandês ABN AMRO e vendido nos anos 2000 ao espanhol Banco Santander), e seu irmão, Gilberto Faria, fundou o Banco Bandeirantes (vendido ao português Caixa Geral de Depósitos, nos anos 1990, e posteriormente adquirido pelo Unibanco, que após a fusão com o Itaú, em 2008, transformou-se no Itaú Unibanco).